# Saint-Avit-Rivière
Saint-Avit-Rivière là một xã, nằm ở tỉnh Dordogne vùng Aquitaine của Pháp. Xã này có diện tích 14 km², dân số năm 2005 là 85 người. Xã nằm ở khu vực có độ cao trung bình 120 m trên mực nước biển.

## Hành chính
| Danh sách các xã trưởng                |             |                 |                  |         |
| Giai đoạn                              | Giai đoạn   | Tên             | Đảng             | Tư cách |
| 1978                                   | đương nhiệm | Fernand Barriat | không chính thức | hưu trí |
| Tất cả các dữ liệu trước đây không rõ. |             |                 |                  |         |

## Thông tin nhân khẩu
| Năm    | 1962 | 1968 | 1975 | 1982 | 1990 | 1999 | 2005 |
| ------ | ---- | ---- | ---- | ---- | ---- | ---- | ---- |
| Dân số | 117  | 102  | 69   | 71   | 78   | 73   | 85   |